# Diocèse de Malang
Le diocèse de Malang (en latin : Dioecesis Malangensis) est une Église particulière de l'Église catholique en Indonésie, dont le siège est à Malang, une ville de la province de Java oriental.

## Histoire
La préfecture apostolique de Malang est érigée le 27 avril 1927 par détachement du vicariat apostolique de Batavia puis est élevée au rang de vicariat apostolique le 15 mars 1939. Elle devient diocèse le 3 janvier 1961. Le diocèse est suffragant de l'archidiocèse de Semarang.

## Organisation
Le diocèse compte 28 paroisses dont la cathédrale Notre-Dame-du-Mont-Carmel de Malang.
Le territoire du diocèse couvre la partie Est de la province de Java oriental, le reste de la province dépend du diocèse de Surabaya

## Ordinaires du diocèse

### Préfet apostolique
- Clemente van der Pas, O.Carm (1922 - 1935)
- Antoine Everard Jean Avertanus Albers, O.Carm (1935 - 1939)

### Vicaires apostolique
- Antoine Everard Jean Avertanus Albers, O.Carm (1939 - 1961)

### Évêques
- Antoine Everard Jean Avertanus Albers, O.Carm (1961 - 1973))
- Franciscus Xaverius Sudartanta Hadisumarta, O.Carm (1973 - 1988)
- Herman Joseph Sahadat Pandoyoputro, O.Carm (1989-2016)
- Henricus Pidyarto Gunawan, O.Carm (2016-)

## Source
- Catholic-Hierarchy